# Zhang Hong
Zhang Hong (Heilongjiang, 12 april 1988) is een Chinees langebaanschaatsster. Haar specialisatie ligt in de sprintafstanden, in het bijzonder in de hele ronde op de 500 meter. Haar eerste 100m waren structureel haar zwakste punt.
In de seizoenen 2012 en 2014 stond ze beide keren op het eindpodium van het WK sprint, in het tussenliggende seizoen werd ze zesde. Op 13 februari 2014 werd Zhang de eerste Chinese langebaanschaatser met een olympische titel op de 1000 meter, die ze won in een baanrecord van 1.14,02.
Op 20 november 2015 werd Zhang de eerste vrouw die een ronde aflegde in minder dan 26 seconden, toen ze een ronde van 25,93 reed op de 500 meter. Anno 2024 is ze nog steeds de enige die dat ooit gedaan heeft.

## Persoonlijke records
| Afstand    | Tijd    | Datum            | Baan           |
| ---------- | ------- | ---------------- | -------------- |
| 500 meter  | 0 36,56 | 20 november 2015 | Salt Lake City |
| 1000 meter | 1.12,65 | 14 november 2015 | Calgary        |
| 1500 meter | 1.55,11 | 22 januari 2016  | Ürümqi         |
| 3000 meter | 4.30,77 | 20 december 2012 | Changchun      |
| 5000 meter | 7.43,08 | 21 december 2012 | Changchun      |

## Resultaten
| Jaar | WK Sprint | WK Afstanden      | AK Afstanden | NK sprint | NK afstanden                            | NK allround | Olympische Spelen  | Wereldbeker        |
| ---- | --------- | ----------------- | ------------ | --------- | --------------------------------------- | ----------- | ------------------ | ------------------ |
| 2008 |           |                   |              |           |                                         | 11e         |                    |                    |
| 2009 |           |                   |              |           | 09e 1000m 19e 1500m 12e 3000m 10e 5000m |             |                    |                    |
| 2010 |           |                   |              |           | 09e 500m 09e 1000m 11e 1500m 14e 3000m  | 17e         |                    |                    |
| 2011 | 9e        | 9e 500m 7e 1000m  | 500m · 1000m | Zilver    |                                         |             |                    | 30e 500m 20e 1000m |
| 2012 | Brons     | 19e 500m 7e 1000m |              |           |                                         |             | 14e 500m 08e 1000m |                    |
| 2013 | 6e        | 9e 500m 7e 1000m  | 500m · 1000m | Goud      |                                         | Goud        | 11e 500m 05e 1000m |                    |
| 2014 | Zilver    |                   |              | Zilver    |                                         |             | 4e 500m · 1000m    | 7e 500m 23e 1000m  |
| 2015 |           |                   |              |           |                                         |             |                    | 27e 500m 22e 1000m |
| 2016 | 5e        | 500m · 5e 1000m   |              |           |                                         |             | 500m · 9e 1000m    |                    |
| 2017 |           | 7e 500m 7e 1000m  |              |           |                                         |             | 11e 500m 9e 1000m  |                    |
| 2018 |           |                   |              |           |                                         |             | 15e 500m 11e 1000m | 19e 500m 22e 1000m |

1960: Klara Goeseva ·
1964: Lidia Skoblikova ·
1968: Carry Geijssen ·
1972: Monika Pflug ·
1976: Tatjana Averina ·
1980: Natalja Petroeseva ·
1984: Karin Enke ·
1988: Christa Rothenburger ·
1992: Bonnie Blair ·
1994: Bonnie Blair ·
1998: Marianne Timmer ·
2002: Christine Witty ·
2006: Marianne Timmer ·
2010: Christine Nesbitt ·
2014: Zhang Hong ·
2018: Jorien ter Mors ·
2022: Miho Takagi